# (9614) Cuvier
(9614) Cuvier (1993 BQ4) – planetoida z grupy pasa głównego asteroid okrążająca Słońce w ciągu 3,47 lat w średniej odległości 2,29 j.a. Odkryta 27 stycznia 1993 roku.